# 松代町 (新潟県)

十日町地域における平成の大合併。当町は十日町中心部に対して西に位置した。

松代町（まつだいまち）は、新潟県南部、東頸城郡の東端に位置していた町である。2005年4月1日に十日町市および東頸城郡松之山町、中魚沼郡川西町・中里村と合併し新設の十日町市となったため消滅した。

## 地理
当町は山あいに位置する。県市町村課「固定資産の価格等の概要」（平成12年）によれば、町の面積のうち田畑は10.4%、宅地は0.9%であり、その他は山林や雑種地などが占めている。
- 山:
- 河川: 渋海川、鯖石川、越道川
- 湖沼:

### 隣接していた自治体
- 東：十日町市
- 西：上越市（大島区）
- 南：松之山町
- 北：高柳町、川西町

## 歴史
古くは、松之山町と松代町をあわせて、松山保（まつやまほ）と呼ばれていた。保は、都の官人の主導で開発された国の直轄地。
- 寛治3年（1189年）

「寛治の古絵図」（往昔越後国之図）に松埜山次郎の名があり、「松埜山が領する所方20里大沼郡とす」と記載されている。つまり、松埜山家はおおぬま（魚沼）郡20里四方を支配した地方豪族でだったと考えられる。
- 建武4年（1337年）

仁木義有が足利尊氏から松山保の地頭に任じられる。その補任状では、松山保は、右馬権守義時の跡と記載されている（「仁木文書」「新潟県史」資料編5）。但し、右馬権守義時に該当する人物は特定できない（東京大学史料編纂所で仁木文書を確認したところ、右馬権守北条茂時と記載されているようである）。
- 興国2年（1341年）ころ

当時の松山保の中心地と考えられる犬伏城に北朝方の原田喜太郎が居住。
- 貞治（1362-1368年）ころ

越後守護、上杉憲顕の家臣、丸山弾正が犬伏城に居住。
- 貞治（1362-1368年）ころ

室野城主、南朝方の渡辺民部太夫、館を攻められ敗死。
- 長禄2年（1458年）

足利将軍の近習中次之衆、伊勢盛種が松山保を所有。
- 長禄4年（1460年）

松之山高館城主、伊勢盛富、盛種父子が、松之山上川手に観音寺建立。このころ松山保が伊勢氏の所領であったことが窺える。
- 明応6年（1494年）

松苧神社（大権現）本殿建立
- 永正4年（1507年）

越後守護上杉房能、守護代長尾為景に攻められ、兄の上杉顕定を頼り関東へ逃亡中に、上ノ山（現在、松代小学校付近）で合戦。退却し、松之山天水越で自刃。犬伏城主、清水采女正も房能とともに自刃
- 永正ころ

房能の後の越後守護上杉定実の推挙で松山将監が犬伏城主になる。後に上杉謙信の意に沿わずに除かれて仏門に入る。
- 永正6年（1509年）

幕府から長尾為景に、横領している上杉憲房方の伊勢盛正（盛種の子）の旧領・越後松山の返還を命じる御内書が送られる（小田原北条記）。
- 天文21年（1552年）ころ

上杉政虎が、春日山から松代を経て三国峠に抜ける軍道（江戸時代の松之山街道）を整備し、宿営地である犬伏城を整備。この頃、犬伏城には箕冠城主の大熊備前守朝秀が赴任し、代官として家臣の針生藤兵衛久吉が常駐。大熊備前守朝秀は犬伏に林蔵寺を建立し、先の城主松山将監を林蔵寺の別当に迎える。
- 永禄4年（1561年）

上杉政虎が関東管領を拝命し、松苧大権現に短刀と軍配を奉納。
- 天正6年（1578年）

御館の乱勃発。犬伏城では、上杉景勝方の小森沢政秀、毛利秀広、吉益伯耆守、荻田与三衛門、長尾筑後守らが集結。
- 慶長10年（1610年）

松平忠輝が福島城（上越市）に封ぜられる。このころにはすでに、松之山町と松代町をあわせて松之山郷と呼ぶようになっており、松之山郷は北組と南組に分けられていた。北組がほぼ松代町、南組がほぼ松之山町に相当する。伝承では、北組の中心の松代地区はもともと松平と呼ばれていたが、江戸時代に松平氏に遠慮して松代と改称した。
- 寛永元年（1624年）

松平光長が高田に入封。松代地区に代官陣屋が置かれ松代地区が栄え始める。松之山街道も整備され往来も多くなった。
- 延宝5年（1677年）

代官、鳴海九エ門が、松苧大権現中院の脇立および本殿の大般若経600巻を持ち去る。訴訴に発展
- 天和元年（1681年）

越後騒動により松平光長は伊予松山藩に配流。
- 天和2年（1682年）

松代の陣屋廃止。六斎市（観音祭り）も廃止。

### 沿革
- 1901年（明治34年）11月1日 - 東頸城郡峰方村、松平村、伊沢村が合併し、松代村（まつだいむら）を新設。
- 1954年（昭和29年）
  - 3月31日 - 東頸城郡山平村と合併し松代村を新設[2]。
  - 10月1日 - 町制施行し松代町となる。
- 1956年（昭和31年）
  - 1月1日 - 大字清水の一部を分離し刈羽郡高柳町に編入。
  - 4月1日 - 大字荒瀬（一部）・苧島（一部）・滝沢（一部）を分離し中魚沼郡仙田村に編入。
- 1959年（昭和34年）1月1日 - 東頸城郡奴奈川村を編入[2]。
- 1967年（昭和42年）4月1日 - 中魚沼郡川西町の一部を編入。
- 1985年（昭和60年）4月1日 - 大字田代を分離し刈羽郡高柳町に編入。
- 2005年（平成17年）4月1日- 十日町市および東頸城郡松之山町、中魚沼郡川西町・中里村と合併し、十日町市を新設して消滅した。

## 行政
- 町長：関谷 達治（1989年5月18日から）

## 経済

### 農業
- 平成12年生産農業所得統計によれば、農業粗生産額の品目別割合において米が80.4%となっている[3]。

## 教育
- 新潟県立松代高等学校
- 松代中学校
- 松代小学校
- 奴奈川小学校（合併後の2014年に松代小と統合[4]）
- 孟地小学校（同上[4]）

このほか、1979年（昭和54年）、旧山平中学校跡が早稲田大学の松代校地となり、その後1986年（昭和61年）に同大学のセミナーハウスが完成するなどし、同大学と地域との交流が行われてきた。

## 交通

### 鉄道路線
- 北越急行ほくほく線（1997年開業[7]）
  - まつだい駅

泥火山を貫いた難工事のトンネル、鍋立山トンネルも位置している。

### その他の交通
- 東頸バス[8][3]
- 町営バス[9][3] - 1986年（昭和63年）に運行開始[10]。メロディバスと呼ばれていた時期もあった[11][12][13]。
- 東部タクシー

### 道路
高速道路
上越魚沼地域振興快速道路の計画があるのみで、開通区間なし。
一般国道
- 国道253号
- 国道353号
- 国道403号

都道府県道
- 主要地方道
  - 新潟県道12号松代高柳線
  - 新潟県道80号松代天水島線

## 名所・旧跡・観光スポット・祭事・催事
目的別観光入込客数（平成13年度）では「産業・観光」が最も多く（68,740人）、次いで「温泉」（62,950人）、「祭り・イベント」（34,720人）となっている。
- 道の駅まつだいふるさと会館
- 大地の芸術祭 越後妻有アートトリエンナーレ
  - まつだい「農舞台」
- 越後松代棚田群
星峠の棚田、蒲生の棚田、儀明の棚田など
- 芝峠温泉
- 松代城跡公園
- 松苧神社：本殿は国の重要文化財
- 松代町郷土資料館（現在の十日町市まつだい郷土資料館） - 池尻地内にあった昭和10年頃建築の民家を譲り受けて開館[14]。
- 松代ファミリースキー場
- へぎそば

## 旧松代町の属する地方について
旧松代町と旧松之山町は、上越市と同じ旧頸城郡に属していたものの、旧魚沼郡の十日町市との結びつきも強く、新潟県の地方区分において上越地方と中越地方のどちらに含められるかが場合によって異なっていた。
- 気象予報の注意報・警報の発表区域は、長らく上越地方の上越東頸城地域に属していたが、市町村合併から数か月後の2005年7月7日から中越地方の十日町地域に移された[15]。
- 県の出先機関の管轄は、2004年度は上越地域振興局であったが、2005年度以降は十日町地域振興局となった[16][17]。
- 平成の大合併において県が当初提案した合併パターンは、十日町市ではなく東頸城郡の6町村（安塚町・浦川原村・松代町・松之山町・大島村・牧村）での合併案であった[18]。
- 2001年時点での高校の学区は上越地方と同一であった[19]。